# Pyszczak brązowy
Pyszczak brązowy (Pseudotropheus brevis) – endemiczny gatunek słodkowodnej ryby z rodziny pielęgnicowatych (Cichlidae). Sprowadzony do Europy w latach sześćdziesiątych XX wieku.

## Występowanie
Skaliste tereny strefy przybrzeżnej jeziora Malawi.

## Charakterystyka
Dorasta do 12 cm długości.

## Rozmnażanie
Hodowla i rozmnażanie podobne do gatunku pyszczak złocisty. Inkubacja ikry odbywa się w pysku matki i trwa około 17 dni. Młode osobniki są brązowo ubarwione. Narybek jest bardzo płochliwy.